# Särkijärvi (Gällivare socken, Lappland, 743009-171887)
Särkijärvi är en sjö i Gällivare kommun i Lappland och ingår i Råneälvens huvudavrinningsområde. Sjön har en area på 0,208 kvadratkilometer och ligger 352,3 meter över havet.

## Delavrinningsområde
Särkijärvi ingår i det delavrinningsområde (743018-171948) som SMHI kallar för Ovan Puoitajoki. Medelhöjden är 401 meter över havet och ytan är 47,78 kvadratkilometer. Räknas de 2 avrinningsområdena uppströms in blir den ackumulerade arean 103,06 kvadratkilometer. Venetjoki som avvattnar avrinningsområdet har biflödesordning 2, vilket innebär att vattnet flödar genom totalt 2 vattendrag innan det når havet efter 180 kilometer. Avrinningsområdet består mestadels av skog (72 procent) och sankmarker (25 procent). Avrinningsområdet har 0,75 kvadratkilometer vattenytor vilket ger det en sjöprocent på 1,6 procent.